# Vassili Kalafati
Vassili Pavlovitch Kalafati (en russe : Василий Павлович Калафати), né le 29 janvier/10 février 1869 à Eupatoria (Crimée) et mort le 20 mars 1942 près de Leningrad, est un compositeur et professeur de composition russe.

## Biographie
Kalafati est élève de Rimski-Korsakov au Conservatoire de Saint-Pétersbourg. De 1907 à 1929 (à partir de 1923 comme professeur), il enseigne la composition et la théorie musicale. Parmi ses élèves figurent Heino Eller, Alexandre Kamenski, Alexandre Scriabine et Igor Stravinsky.
Il compose entre autres un opéra Les Tziganes (Cygany, d'après Pouchkine), une Symphonie en la bémol, la poésie symphonique Legenda (avec laquelle il remporte en 1928 un prix au concours international Schubert à Vienne, une Ouverture, une Polonaise pour orchestre, de la musique de chambre, des morceaux pour piano et des Lieder.
Son style est proche de celui de Rimski-Korsakov. Il est resté longtemps ignoré bien qu'il demeure un des compositeurs russes les plus importants de cette période.
Kalafati meurt lors du siège de Léningrad par la Wehrmacht.